# Lapanje
Lapanje je priimek več znanih Slovencev:

## Znani nosilci priimka
- Aleš Lapanje, molekularni biolog (Švica, IJS)
- Andrej Lapanje (*1957), hidrogeolog, geokemik
- Savo Lapanje (1925—1997), (bio)kemik, univerzitetni profesor